# Lipót Klug
Lipót Klug   (Gyöngyös, 22 de gener de 1854 - Budapest, 24 de març de 1945) va ser un matemàtic hongarès, professor de la universitat de Kolozsvár.

## Vida i Obra
Klug va estudiar al institut de la seva ciutat natal i va entrar a la universitat de Budapest el 1872 en la qual es va graduar com docent el 1874. Entre 1874 i 1893 va ensenyar matemàtiques al institut de Pozsony (avui Bratislava a Eslovàquia). Des de 1893 fins 1897 va ser professor de secundària a Budapest i va obtenir la seva habilitació docent a la universitat de Budapest. El 1897 va ser nomenat professor de geometria de la universitat de Kolozsvár (avui Cluj-Napoca a Romania) Es va retirar el 1917 i va tornar a viure a Budapest.
Va morir el 1944 o el 1945 en estranyes circumstàncies: en mig de la Segona Guerra Mundial i amb una edat de noranta anys, va sortir de casa seva i mai més en va tornar. Probablement for víctima de l'odi racial, ja que era d'ascendència jueva.
La seva obra està influenciada per la de Gyula Kőnig. Les seves àrees de recerca van ser la geometria descriptiva i la geometria sintètica. Durant el seu retiro a Budapest, va encoratjar al jove Edward Teller (el pare de la bomba d'hidrogen).